# Сетчатая кошачья акула
Сетчатая кошачья акула, или мексиканская кошачья акула, или акула-кошка, или сетчатый морской пёс (лат. Scyliorhinus retifer) — распространённый донный вид хрящевых рыб семейства кошачьих акул отряда кархаринообразных. Эндемик западной части Атлантического океана. Обитает на дне, покрытом глубоководными кораллами на глубине 329—548 м. Питается головоногими, костистыми рыбами и полихетами. Тело покрыто характерным сетчатым узором. Максимальная длина составляет 59 см. Этот вид не представляет опасности для человека, коммерческой ценности не имеет. 

## Таксономия
Впервые вид был описан в бюллетене музея сравнительной зоологии в 1881 году. Голотип представляет собой самку длиной 30,7 см, пойманную у берегов Виргинии в заливе Делавэр на глубине 163 м. Видовой эпитет происходит от слов лат. rete — «сеть» и fero — «несу» и обусловлен окраской этих рыб.

## Ареал
Акула-кошка является эндемиком северо-западной и центрально-западной части Атлантического океана, она встречается у атлантического побережья США (от отмели Джорджс до Флориды и Техаса, а также на севере Мексиканского залива вплоть до Никарагуа (включая побережье Мексики, Белиза, Гватемалы и Гондураса). Сравнительно высокая концентрация молодых акул-кошек у мыса Хаттерас даёт основание предположить, что в этом месте расположено нерестилище. Этот донный вид обитает на внешнем континентальном шельфе и в верхней части материкового склона на глубине от 73 до 754 м. На севере эти акулы чаще встречаются на внешнем крае континентального шельфа, тогда как на юге они держатся на глубине свыше 400 м. Взрослые особи предпочитают каменистое дно.

## Описание
У акулы-кошки довольно тонкие и узкие тело и голова. Максимальная ширина головы составляет 2/3 от её длины. Бороздки у ноздрей отсутствуют.
Второй спинной плавник меньше первого. Основание первого спинного плавника начинается позади основания брюшных плавников, а основание второго спинного плавника над серединой основания анального плавника. Интердорсальное расстояние длиннее основания анального плавника. Хвостовой плавник вытянут почти горизонтально. Довольно гладкая кожа покрыта маленькими плоскими плакоидными чешуйками. Спину покрывает узор из переплетённых толстых тёмных линий, образующих «сетку». Максимальный зарегистрированный размер составляет 59 см.

## Биология
Возраст наступления половой зрелости неизвестен. Встречаются взрослые самцы и самки длиной 38 и 35 см соответственно. Акулы-кошки размножаются, откладывая яйца. Во время спаривания самцы кусают самок за спину. После спаривания самки способны сохранять сперму внутри своего тела до 843 дней. В яйцеводах самок обнаруживали мягкие полупрозрачные яйцевые капсулы бледно-жёлтого цвета. По углам капсул имеются два усика, которые помогают им закрепиться на дне. Эмбрионы развиваются в течение 8—12 месяцев. Размер новорождённых составляет 10—11 см. За год одна самка способна отложить от 44 до 52 яиц. Продолжительность жизни в неволе не менее 9 лет.
Рацион состоит из полихет, костистых рыб, кальмаров и ракообразных. У 38 акул, исследованных в 1979 году, в пустых желудках была обнаружена небольшая галька, предположительно служащая в качестве балласта.

## Взаимодействие с человеком
Этот вид не опасен для человека. Представляет интерес для аквариумистов. В пищу не употребляется. В качестве прилова может попадать рыболовные сети. Международный союз охраны природы оценил охранный статус вида как «Вызывающий наименьшие опасения».